# Консолини, Адольфо
Адольфо Консолини (итал. Adolfo Consolini; 5 января 1917, Костермано, Венеция — 20 декабря 1969, Милан) — итальянский легкоатлет (метание диска), чемпион Европы, чемпион и призёр летних Олимпийских игр, участник четырёх Олимпиад, мировой и олимпийский рекордсмен.

## Биография
Адольфо Консолини был младшим из пяти детей в фермерской семье. Он стал работать в поле сразу после окончания начальной школы. В 1937 году состоялось его первое спортивное выступление — демонстрация метания камней. В 1938 году он представлял Италию на чемпионате Европы, где занял пятое место. На следующий год он стал чемпионом Италии, а потом завоёвывал это звание ещё 14 раз.
Трижды (в 1941, 1946 и 1948 годах) обновлял мировой рекорд, доведя его до 55,33 м.
На летних Олимпийских играх 1948 года в Лондоне Консолини стал олимпийским чемпионом (52,78 м — олимпийский рекорд), опередив ставшего вторым своего соотечественника Джузеппе Този (51,78 м) и бронзового призёра американца Форчуна Гордиена (50,77 м).
На следующей летней Олимпиаде 1952 года в Хельсинки Консолини занял второе место (53,78 м), уступив американцу Симу Инессу (55,03 м) и опередив другого американца Джеймса Диллиона (53,28 м).
На летней Олимпиаде 1956 года в Мельбурне итальянец метнул диск на 52,21 м — результат, который позволил ему занять лишь 6-е место.
На своей домашней Олимпиаде в Риме Консолини произнёс олимпийскую клятву от имени спортсменов. В метании диска он показал 17-й результат (52,44 м).
На чемпионате Европы 1958 года в Стокгольме он занял 6-е место, а в 1960 году завершил спортивную карьеру, хотя и продолжал метать диск в развлекательных целях. Скончался от вирусного гепатита. За свои спортивные достижения Консолини был награждён золотой медалью Национального Олимпийского комитета Италии.